# Crepidomanes draytonianum
Crepidomanes draytonianum är en hinnbräkenväxtart som först beskrevs av Brackenr., och fick sitt nu gällande namn av Ebihara och K. Iwats. Crepidomanes draytonianum ingår i släktet Crepidomanes och familjen Hymenophyllaceae. Inga underarter finns listade.